# Brug 612
Brug 612 is een bouwkundig kunstwerk in Amsterdam Nieuw-West.

## Brug
De brug werd aanbesteed in de nazomer van 1954 als viaduct in Burgemeester Röellstraat, over een sierwater. Die straat, een belangrijke verkeersader tussen Amsterdam-West en Nieuw-West, ligt op een dijklichaam boven de omringende woonwijken. De brug overspant niet alleen een sierwater, maar tevens twee voetpaden aan beide zijden van dat sierwater; het westelijke voetpad maakt onderdeel uit de verbinding tussen de Frans Bastiaansestraat en de wijk Noorderhof. Noorderhof was er in 1954/1955 nog niet; niet veel later stonden er wel scholen, mede bestemd voor de kinderen uit deze wijk en de Onze-Lieve-Vrouw-van-Lourdeskerk. De brug werd echter gebouwd in een lege omgeving over een haast dichtgeslibde sloot. De Burgemeester Röellstraat had die sloot nog niet bereikt. Er werd tegelijkertijd gebouwd aan bijvoorbeeld de woningen aan het Jan Cupidohof.  In november 1955 werd de brug opgeleverd. Het ontwerp van de brug is afkomstig van Dick Slebos van de Dienst der Publieke Werken, die ook de naastgelegen Brug 616 heeft ontworpen. Het contrast tussen beide bruggen is groot. Brug 616 is een laag boven het water hangende duikerbrug. Ze doet vanwege die functie gedrongen aan; ook oogt ze er met haar bakstenen en graniet klassiek. Brug 612 is een langgerekt viaduct, dat op de leuningen na opgetrokken is uit beton. De brug steunt op een betonnen paalfundering waarop slanke betonnen brugpijlers waarop betonnen jukken liggen, die het rijdek dragen. De brug is uitgevoerd in de (bijna) standaardkleuren van Amsterdam destijds: de brug is wit met blauwe leuningen, in die laatste verwerkte Slebos een aantal versieringen.

## Afbeeldingen

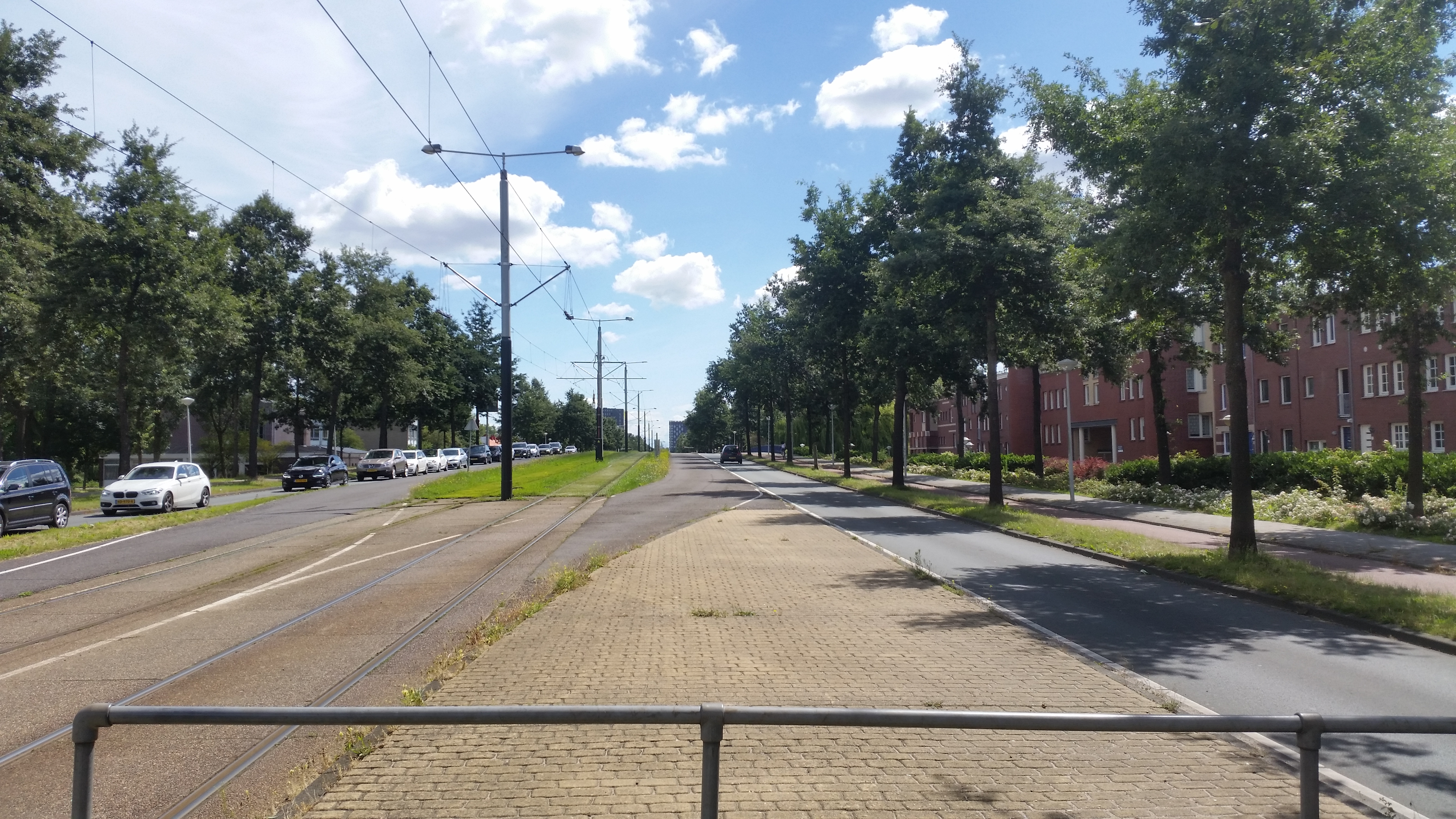
Brug 612 richting stad (juli 2020)
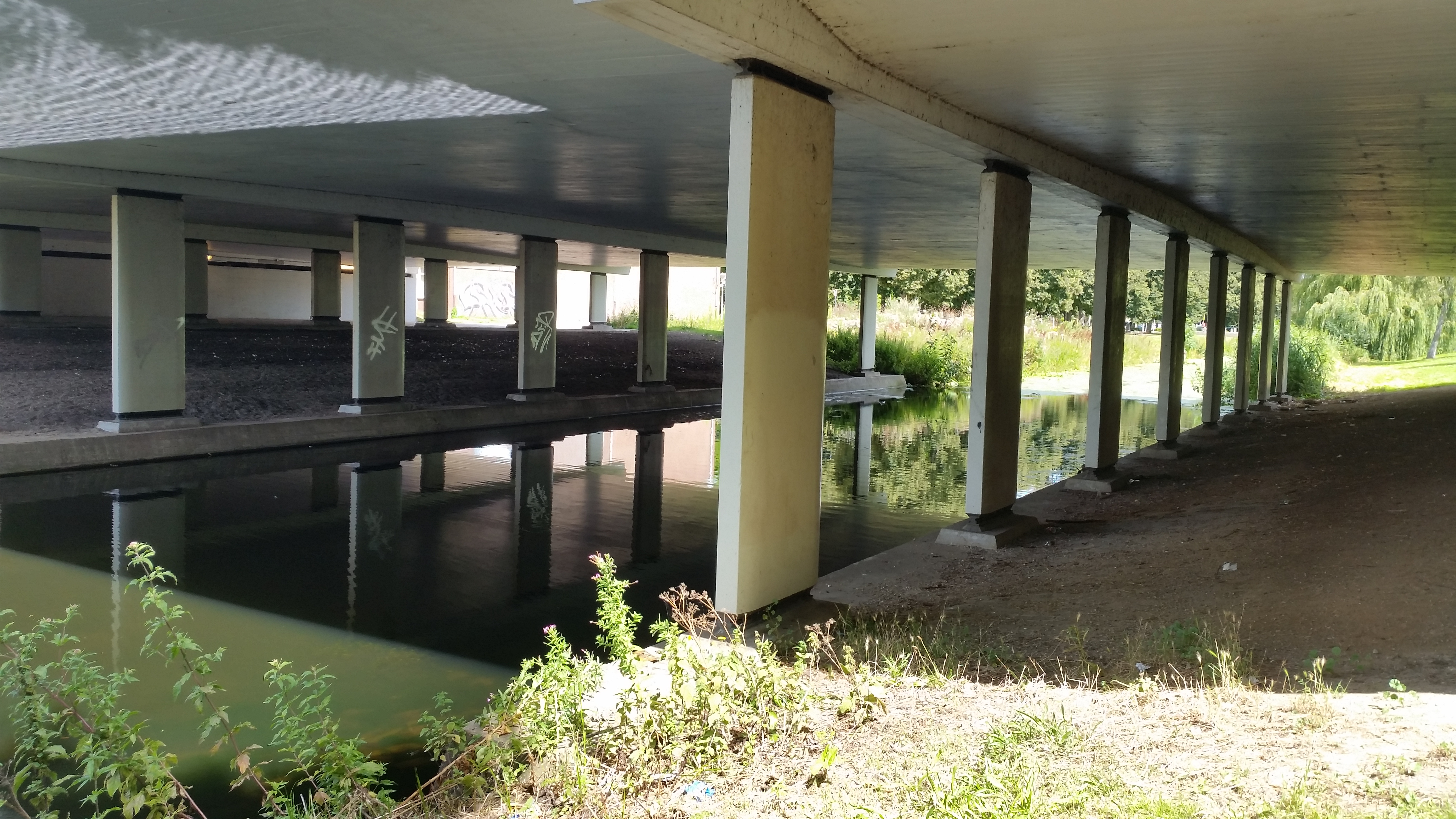
Pijlers van brug 612 (juli 2020)
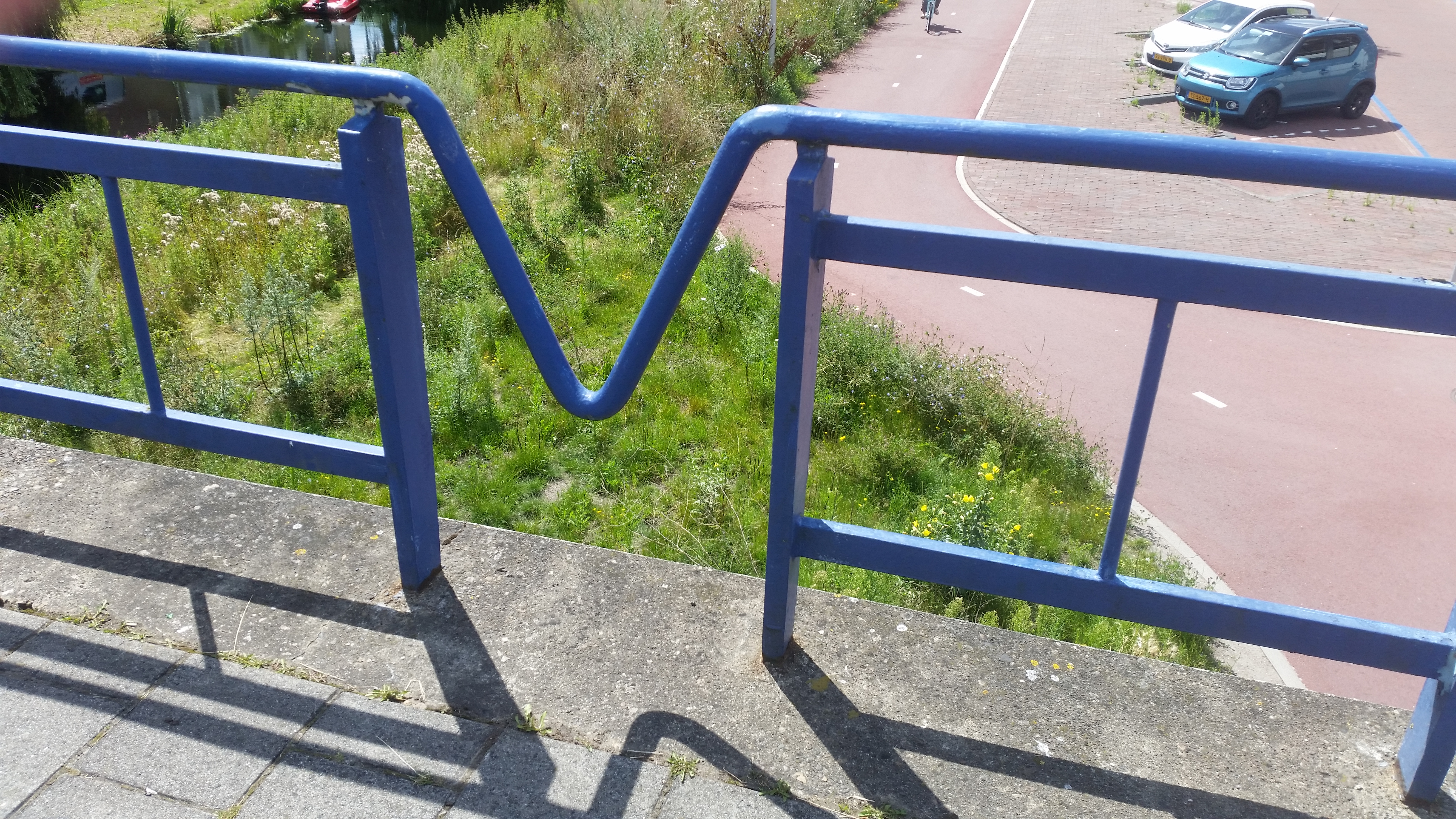
Versiering in leuning (juli 2020)

<<< · 600 · 601 · 602 · 603 · 604 · 605 · 606 · 607 · 608 · 609 · 610 · 611 · 612 · 613 · 614 · 615 · 616 · 617 · 618 · 619 · 620 · 621 · 622 · 623 · 624 · 626 · 627 · 628 · 629 · 630 · 631 · 632 · 633 · 634 · 635 · 636 · 637 · 638 · 639 · 643 · 651 · 652 · 653 · 655 · 656 · 657 · 658 · 659 · 660 · 661 · 662 · 663 · 664 · 665 · 666 · 667 · 668 · 669 · 670 · 671 · 673 · 674 · 675 · 676 · 677 · 678 · 679 · 681 · 682 · 683 · 684 · 685 · 687 · 688 · 689 · 690 · 691 · 692 · 695 · 696 · 699 · >>>
Verdwenen brugnummers: 625 (afgebroken brug Sam van Houtenstraat), 640, 644, 645, 646, 647, 648, 650, 672 (duiker Cornelis Lelylaan, Rembrandtpark), 694, 698.
Nooit gebouwd: 649, 680 (nooit gebouwde brug Sloterplas).
Brugnummers 641, 642, 654, 686, 693, 694 en 697 zijn onbekend.